# 第十四届全国人民代表大会常务委员会
第十四届全国人民代表大会常务委员会（简称第十四届全国人大常委会）最初组成人员175人，其中委员长会议组成人员（委员长、副委员长、秘书长）16人，委员159人，均由第十四届全国人大第一次会议选出，任期5年，从2023年3月14日开始，预计至2028年3月。

## 组成人员

### 委员长
赵乐际（中共中央政治局常委、全国人大常委会党组书记）

### 副委员长
1. 李鸿忠（中共中央政治局委员、全国人大常委会党组副书记）
2. 王东明（中共中央委员、全国人大常委会党组成员，中华全国总工会主席）
3. 肖捷（中共中央委员、全国人大常委会党组成员）
4. 郑建邦（民革中央主席）
5. 丁仲礼（民盟中央主席）
6. 郝明金（民建中央主席）
7. 蔡达峰（民进中央主席）
8. 何维（农工党中央主席）
9. 武维华（九三学社中央主席，中央社会主义学院院长）
10. 铁凝（女，中共中央委员、全国人大常委会党组成员，中国文学艺术界联合会主席）
11. 彭清华（中共全国人大常委会党组成员）
12. 张庆伟（中共中央委员、全国人大常委会党组成员）
13. 洛桑江村（藏族，全国人大常委会党组成员）
14. 雪克来提·扎克尔（维吾尔族，全国人大常委会党组成员）

### 秘书长
刘奇（中共全国人大常委会党组成员、全国人大常委会机关党组书记）

以上组成人员同时是全国人大常委会委员长会议的组成人员。

### 委员（按姓名笔划为序）
丁来杭（2023年12月29日被撤銷）、于伟国、于忠福、万立骏、卫小春、马立群、王可、王刚、王红（女，满族）、王志民、王希勤、王学成、王宝山、王建武、王洪祥、王超、王瑞贺、王毅、王巍、方向、巴音朝鲁（蒙古族）、巴莫曲布嫫（女，彝族）、邓秀新、古小玉、布小林（女，蒙古族）、叶赞平、史耀斌、冉博（苗族）、白尚成（回族）、丛斌、包信和、吕世明、吕忠梅（女）、吕建、吕彩霞（女）、朱明春、刘仓理、刘修文、刘俊臣、闫傲霜（女）、江天亮（土家族）、江金权、汤维建、安立佳、安兆庆（锡伯族）、许为钢、许达哲、许安标、孙其信、孙宪忠、孙菊生、杜小光（白族）、杜家毫、李宁、李纪恒、李钺锋（2024年6月28日被撤销）、李敬泽、李锦斌、李静海、李慧琼（女）、李毅、李巍、杨永英（女，布依族）、杨关林（锡伯族）、杨振武、杨晓超、束为（2024年12月25日辞职）、肖开提·依明（维吾尔族）、吴一戎、吴立新、吴杰明、吴晶（女）、吴普特、邱学强、何平、何新、谷振春、汪铁民、沙尔合提·阿汗（哈萨克族）、沈金龙、沈金强、沈春耀、沈政昌、宋秀岩（女）、宋锐、张太范（朝鲜族）、张伟（女）、张守攻、张轩（女）、张妹芝（女）、张勇、张涛、张道宏、张嘉极、陈福利、武增（女）（2025年6月27日辞职）、苻彩香（女，黎族）、范骁骏、林锐、欧阳昌琼、罗琦、周亚宁（2023年12月29日被撤銷）、周光权、周敏（女）、庞丽娟（女）、底青云（女，回族）、郑卫平、郑功成、郑军里（瑶族）、郑建闽、郝平、胡晓犁、钟山、钟志华、段春华、信春鹰（女）、侯建国、娄勤俭、骆源、秦生祥、袁誉柏、袁曙宏、夏光、钱前、徐玉善（女，傣族）、徐永军、徐晓、徐辉、翁杰明、高开贤、高友东、高松、郭树清、郭振华、郭雷、唐华俊、黄志贤、黄明、黄俊华（壮族）、曹鸿鸣、鄂竟平、鹿心社、彭金辉（彝族）、蒋卓庆、蒋超良（2025年4月30日被撤销）、景汉朝、程林、程京、程学源、傅自应、谢经荣、甄占民、嘉木样·洛桑久美·图丹却吉尼玛（藏族）、赫捷、鲜铁可、雒树刚、谭天星、谭琳（女）、颜珂（女）

## 历次常委会会议、全体会议列表
| 次数 | 起末时间                      | 议程 | 来源          |
| --- | ----------------------------- | --- | ------------- |
| | 2023年3月5日 2023年3月13日    | 第十四届全国人民代表大会第一次会议 | [ 6 ] [ 7 ]   |
| 通过政府工作报告 通过关于2022年国民经济和社会发展计划执行情况与2023年国民经济和社会发展计划的决议、关于2022年中央和地方预算执行情况与2023年中央和地方预算的决议 通过关于修改立法法的决定 通过全国人大常委会工作报告、最高人民法院工作报告、最高人民检察院工作报告 通过国务院机构改革方案 选举国家机构组成人员，表决全国人大工作人员名单、国家机构组成人员人选 | 2023年3月5日 2023年3月13日    | | [ 6 ] [ 7 ]   |
| 第一次 | 2023年3月14日                 | 任命全国人大常委会副秘书长 | [ 8 ]         |
| 第二次 | 2023年4月24日 2023年4月26日   | 通过青藏高原生态保护法 修订通过反间谍法 修订通过全国人大常委会组成人员守则 通过了第十四届全国人大常委会代表资格审查委员会主任委员、副主任委员、委员名单 通过有关任免案审议无障碍环境建设法草案 听取审议关于2022年度环境状况和环境保护目标完成情况的报告、关于新时代侨务工作情况的报告 | [ 9 ] [ 10 ]  |
| 第三次 | 2023年6月26日 2023年6月28日   | 通过无障碍环境建设法、对外关系法 决定设立全国人大常委会代表工作委员会 决定设立全国生态日 批准《万国邮政联盟组织法第九附加议定书》、《关于制止非法劫持航空器的公约的补充议定书》 批准2022年中央决算 通过有关任免案审议爱国主义教育法、粮食安全保障法草案 审议行政复议法、海洋环境保护法修订草案 听取关于区域协调发展情况的报告、关于检查特种设备安全法实施情况的报告 | [ 11 ] [ 12 ] |
| 第四次 | 2023年7月25日                 | 任免外交部部长、中国人民银行行长 通过有关任免案审议刑法修正案（十二）草案 | [ 13 ]        |
| 第五次 | 2023年8月28日 2023年9月1日    | 通过外国国家豁免法、关于修改民事诉讼法的决定 修订通过行政复议法 决定延长授权国务院在粤港澳大湾区内地九市开展香港法律执业者和澳门执业律师取得内地执业资质和从事律师职业试点工作期限 决定批准和厄瓜多尔的引渡条约 通过有关任免案审议增值税法、学前教育法、学位法草案 审议公司法、治安管理处罚法修订草案 听取关于2023年以来国民经济和社会发展计划执行情况的报告、关于2023年以来预算执行情况的报告、关于财政转移支付情况的报告、关于确保国家粮食安全工作情况的报告、关于反家庭暴力工作情况的报告 | [ 14 ] [ 15 ] |
| 第六次 | 2023年10月20日 2023年10月24日 | 通过爱国主义教育法 修订通过海洋环境保护法 免去国务委员、国防部部长，任免科学技术部部长、财政部部长 决议批准国务院增发国债和2023年中央预算调整方案、决定授权国务院提前下达部分新增地方政府债务限额 决定批准和哥伦比亚关于移管被判刑人的条约、决定批准和毛里求斯的引渡条约 决定批准《联合国打击跨国有组织犯罪公约关于打击非法制造和贩运枪支及其零部件和弹药的补充议定书》、决定批准《亚洲相互协作与信任措施会议秘书处及其人员、成员国代表特权与豁免公约》、决定加入《国际航标组织公约》 通过全国人大监察和司法委员会、财政经济委员会、环境与资源保护委员会、社会建设委员会分别提出的关于十四届全国人大一次会议主席团交付审议的代表提出的议案审议结果的报告 免去中央军事委员会委员，任命解放军军事法院院长 通过其他任免案审议粮食安全保障法草案、慈善法修正草案 审议国务院组织法修订草案、保守国家秘密法修订草案、传染病防治法修订草案、关税法草案、文物保护法修订草案 | [ 16 ] [ 17 ] |
| 第七次 | 2023年12月25日 2023年12月29日 | 通过粮食安全保障法、刑法修正案（十二）、关于修改慈善法的决定 修订通过公司法 任命国防部部长，任免民政部部长、文化和旅游部部长 决定完善和加强备案审查制度、决定授权澳门特别行政区对广东省珠海市拱北口岸东南侧相关陆地和海域实施管辖 通过全国人大常委会关于召开十四届全国人大二次会议的决定，决定十四届全国人大二次会议于2024年3月5日召开 决定批准《中华人民共和国和博茨瓦纳共和国引渡条约》、决定批准《中华人民共和国和塞内加尔共和国关于刑事司法协助的条约》 通过全国人大民族委员会、宪法和法律委员会、教育科学文化卫生委员会、华侨委员会、农业与农村委员会分别提出的关于十四届全国人大一次会议主席团交付审议的代表提出的议案审议结果的报告 通过其他任免案审议国务院组织法修订草案、突发事件应对管理法草案、农村集体经济组织法草案 审议监督法修正草案、国境卫生检疫法修订草案、矿产资源法修订草案                                                                    | [ 18 ] [ 19 ] |
| 第八次 | 2024年2月26日 2024年2月27日   | 修订通过保守国家秘密法 原则通过全国人大常委会工作报告稿 通过全国人大常委会代表资格审查委员会关于个别代表的代表资格的报告 通过十四届全国人大二次会议议程草案、主席团和秘书长名单草案 通过十四届全国人大二次会议列席人员名单等 通过其他任免案 | [ 20 ] [ 21 ] |
| | 2024年3月5日 2024年3月11日    | 第十四届全国人民代表大会第二次会议 | [ 22 ] [ 23 ] |
| 通过政府工作报告 通过关于2023年国民经济和社会发展计划执行情况与2024年国民经济和社会发展计划的决议、关于2023年中央和地方预算执行情况与2024年中央和地方预算的决议 修订通过国务院组织法 通过全国人大常委会工作报告、最高人民法院工作报告、最高人民检察院工作报告                                                                                                 | 2024年3月5日 2024年3月11日    | | [ 22 ] [ 23 ] |
| 第九次 | 2024年4月23日 2024年4月26日   | 通过学位法，关税法，关于修改农业技术推广法、未成年人保护法、生物安全法的决定 决定批准《中华人民共和国和毛里求斯共和国关于刑事司法协助的条约》、决定批准《中华人民共和国和尼泊尔关于刑事司法协助的条约》、决定批准《中华人民共和国和塞内加尔共和国引渡条约》、决定批准《中华人民共和国和希腊共和国引渡条约》 通过全国人大常委会代表资格审查委员会关于个别代表的代表资格的报告 通过其他任免案审议国防教育法修订草案 审议会计法修正草案、统计法修正草案、能源法草案、原子能法草案、反洗钱法修订草案 审议关于授权国务院在海南自由贸易港暂时调整适用食品安全法有关规定的决定草案 | [ 24 ] [ 25 ] |
| 第十次 | 2024年6月25日 2024年6月28日   | 通过农村集体经济组织法、关于修改会计法的决定 修订通过突发事件应对法、国境卫生检疫法 任免国家卫生健康委员会主任 决定授权国务院在海南自由贸易港暂时调整适用食品安全法有关规定 决定批准《〈关于汞的水俣公约〉缔约方大会第四次会议第4/3号决定对〈关于汞的水俣公约〉附件A的修正》、决定批准《中华人民共和国和巴拿马共和国引渡条约》 批准2023年中央决算 通过全国人大常委会代表资格审查委员会关于个别代表的代表资格的报告 通过其他任免案审议金融稳定法草案、学前教育法草案、治安管理处罚法修订草案、文物保护法修订草案、矿产资源法修订草案 | [ 26 ] [ 27 ] |
| 第十一次 | 2024年9月10日 2024年9月13日   | 通过关于修改统计法的决定 修订通过国防教育法 任免农业农村部部长 决定在中华人民共和国成立七十五周年之际授予国家勋章和国家荣誉称号 决定实施渐进式延迟法定退休年龄 决定批准《关于修改一九九三年一月十四日签订的〈中华人民共和国和哈萨克斯坦共和国关于民事和刑事司法协助的条约〉的议定书》、决定批准《中华人民共和国和乌拉圭东岸共和国关于刑事司法协助的条约》、决定批准《中华人民共和国和越南社会主义共和国关于移管被判刑人的条约》 通过全国人大常委会代表资格审查委员会关于个别代表的代表资格的报告 通过全国人大常委会批准任命中国人民解放军选举委员会委员的名单 通过其他任免案审议传染病防治法修订草案、能源法草案、反洗钱法修订草案 审议突发公共卫生事件应对法草案、国家公园法草案、监察法修正草案 | [ 28 ] [ 29 ] |
| 第十二次 | 2024年11月4日 2024年11月8日   | 通过学前教育法、能源法、关于修改监督法的决定 修订通过文物保护法、矿产资源法、反洗钱法 任免交通运输部部长 决定延长授权国务院在营商环境创新试点城市暂时调整适用计量法有关规定期限 决议批准国务院关于提请审议增加地方政府债务限额置换存量隐性债务的议案 决定批准《〈《防止倾倒废物及其他物质污染海洋的公约》1996年议定书〉污水污泥修正案》 通过全国人大监察和司法委员会、环境与资源保护委员会、农业与农村委员会、社会建设委员会分别提出的关于十四届全国人大二次会议主席团交付审议的代表提出的议案审议结果的报告 通过全国人大常委会代表资格审查委员会关于个别代表的代表资格的报告 通过其他任免案审议代表法修正草案、仲裁法修订草案、海商法修订草案、科学技术普及法修订草案 | [ 30 ] [ 31 ] |
| 第十三次 | 2024年12月21日 2024年12月25日 | 通过增值税法、关于修改监察法的决定 修订通过科学技术普及法 任免自然资源部部长 通过全国人大常委会关于召开十四届全国人大三次会议的决定，决定十四届全国人大三次会议于2025年3月5日召开 决定批准《中华人民共和国和津巴布韦共和国引渡条约》、决定批准《中华人民共和国和苏里南共和国引渡条约》 通过全国人大民族委员会、宪法和法律委员会、财政经济委员会、教育科学文化卫生委员会、华侨委员会分别提出的关于十四届全国人大二次会议主席团交付审议的代表提出的议案审议结果的报告 通过全国人大常委会代表资格审查委员会关于个别代表的代表资格的报告 通过第六任全国人大常委会澳门特别行政区基本法委员会组成人员名单 决定接受束为辞去十四届全国人大常委会委员等职务的请求 通过其他任免案审议代表法修正草案、国家公园法草案 审议法治宣传教育法草案、民营经济促进法草案、反不正当竞争法修订草案、渔业法修订草案、危险化学品安全法草案                                                  | [ 32 ] [ 33 ] |
| 第十四次 | 2025年2月24日 2025年2月25日   | 原则通过全国人大常委会工作报告稿 通过全国人大常委会代表资格审查委员会关于个别代表的代表资格的报告 通过十四届全国人大三次会议议程草案、主席团和秘书长名单草案 通过十四届全国人大三次会议列席人员名单等 通过其他任免案审议民营经济促进法草案 审议民用航空法修订草案 | [ 34 ] [ 35 ] |
| | 2025年3月5日 2025年3月11日    | 第十四届全国人民代表大会第三次会议 | [ 36 ] [ 37 ] |
| 通过政府工作报告 通过关于2024年国民经济和社会发展计划执行情况与2025年国民经济和社会发展计划的决议、关于2024年中央和地方预算执行情况与2025年中央和地方预算的决议 通过关于修改代表法的决定 通过全国人大常委会工作报告、最高人民法院工作报告、最高人民检察院工作报告                                                                                             | 2025年3月5日 2025年3月11日    | | [ 36 ] [ 37 ] |
| 第十五次 | 2025年4月27日 2025年4月30日   | 通过民营经济促进法 修订通过传染病防治法 任免工业和信息化部部长 决定授权国务院在中国（新疆）自由贸易试验区暂时调整适用种子法有关规定 决定批准《中华人民共和国和沙特阿拉伯王国关于民事和商事司法协助与合作的协定》、决定批准《中华人民共和国和埃塞俄比亚联邦民主共和国关于移管被判刑人的条约》 通过全国人大常委会代表资格审查委员会关于个别代表的代表资格的报告 通过其他任免案审议原子能法草案、仲裁法修订草案 审议生态环境法典草案、国家发展规划法草案、监狱法修订草案 | [ 38 ] [ 39 ] |
| 第十六次 | 2025年6月24日 2025年6月27日   | 修订通过治安管理处罚法、反不正当竞争法 决定批准《关于建立国际调解院的公约》 批准2024年中央决算 通过全国人大常委会代表资格审查委员会关于个别代表的代表资格的报告 免去中央军事委员会委员 决定接受武增辞去十四届全国人大常委会委员职务的请求 通过其他任免案审议突发公共卫生事件应对法草案、海商法修订草案、法治宣传教育法草案、渔业法修订草案、民用航空法修订草案 审议村民委员会组织法修正草案、城市居民委员会组织法、社会救助法草案、医疗保障法草案、食品安全法修正草案 | [ 40 ] [ 41 ] |

## 历次委员长会议列表
| 次数       | 时间           | 议程 | 来源   |
| ---------- | -------------- | --- | ------ |
| 第一次     | 2023年3月14日  | - 确定十四届全国人大常委会副委员长联系全国人大专门委员会的分工 - 听取全国人大常委会秘书长刘奇分别作的关于十四届全国人大常委会第一次会议议程草案和日程安排意见的汇报、关于十四届全国人大常委会副秘书长任命事项有关情况的汇报、关于十四届全国人大常委会第一次会议拟任命人员宪法宣誓有关安排的汇报 - 建议十四届全国人大常委会第一次会议议程：任命十四届全国人大常委会副秘书长；赵乐际委员长讲话 - 决定会后举行十四届全国人大常委会第一次会议 | [ 42 ] |
| 第二次     | 2023年4月14日  | - 审议通过全国人大常委会2023年度工作要点和立法、监督、代表工作计划，第十四届全国人大常委会分组会议分组办法及召集人名单，修订后的委员长会议议事规则、秘书长办公会议议事规则、常委会人事任免办法、常委会会议工作程序、委员长会议组成人员贯彻落实中央八项规定和实施细则的办法 - 全国人大常委会秘书长刘奇汇报十四届全国人大常委会第二次会议议程草案、日程安排，全国人大有关专门委员会、常委会有关工作委员会负责人汇报十四届全国人大常委会第二次会议有关议题 - 建议十四届全国人大常委会第二次会议议程：审议反间谍法修订草案、青藏高原生态保护法草案、无障碍环境建设法草案；审议国务院关于2022年度环境状况和环境保护目标完成情况的报告、关于新时代侨务工作情况的报告；审议全国人大常委会委员长会议关于提请审议十四届全国人大常委会代表资格审查委员会主任委员、副主任委员、委员名单草案的议案；审议有关任免案等 - 决定十四届全国人大常委会第二次会议2023年4月24日至26日在北京举行 | [ 43 ] |
| 第三次     | 2023年4月25日  | - 听取全国人大宪法和法律委员会主任委员信春鹰作的关于反间谍法修订草案修改意见的汇报、关于青藏高原生态保护法草案修改意见的汇报、关于全国人大常委会组成人员守则修订草案审议结果的汇报，并审议相关草案修改稿 - 听取全国人大常委会秘书长刘奇作的关于十四届全国人大常委会代表资格审查委员会主任委员、副主任委员、委员名单草案和任免案审议情况的汇报等 - 决定将上述草案修改稿等提交十四届全国人大常委会第二次会议审议 | [ 44 ] |
| 第四次     | 2023年4月26日  | - 听取全国人大宪法和法律委员会主任委员信春鹰作的关于反间谍法修订草案修改稿审议情况的汇报、关于青藏高原生态保护法草案修改稿审议情况的汇报、关于全国人大常委会组成人员守则修订草案修改稿审议情况的汇报，并审议有关草案表决稿 - 听取全国人大常委会秘书长刘奇作的其他拟提请表决事项审议情况的汇报 - 决定将上述草案等交付十四届全国人大常委会第二次会议闭幕会表决 | [ 45 ] |
| 第五次     | 2023年6月16日  | - 建议十四届全国人大常委会第三次会议议程：审议无障碍环境建设法草案、对外关系法草案、行政复议法修订草案、海洋环境保护法修订草案；审议全国人大常委会委员长会议关于提请审议爱国主义教育法草案的议案；审议国务院关于提请审议粮食安全保障法草案的议案；审议全国人大常委会委员长会议关于提请审议关于设立全国人大常委会代表工作委员会的决定草案的议案；审议国务院关于提请审议关于设立全国生态日的决定草案的议案；审议国务院关于提请审议批准《万国邮政联盟组织法第九附加议定书》的议案、关于提请审议批准《关于制止非法劫持航空器的公约的补充议定书》的议案；审议国务院关于2022年中央决算的报告，审查和批准2022年中央决算；审议国务院关于2022年度中央预算执行和其他财政收支的审计工作报告；审议国务院关于区域协调发展情况的报告；审议全国人大常委会执法检查组关于检查特种设备安全法实施情况的报告；审议赵乐际委员长访问摩洛哥、塞内加尔和马来西亚情况的书面报告；审议国务院关于中国（海南）自由贸易试验区暂时调整适用有关法律规定情况的中期报告；审议有关任免案等。 - 审议通过十四届全国人大常委会关于国有资产管理情况监督工作的五年规划（2023－2027） - 全国人大常委会秘书长刘奇就十四届全国人大常委会第三次会议议程草案和日程安排等作汇报；全国人大常委会有关副秘书长，全国人大有关专门委员会、常委会有关工作委员会负责人就十四届全国人大常委会第三次会议有关议题等作汇报 - 决定十四届全国人大常委会第三次会议2023年6月26日至28日在北京举行 | [ 47 ] |
| 第六次     | 2023年6月27日  | - 听取全国人大宪法和法律委员会主任委员信春鹰作的关于无障碍环境建设法草案修改意见的汇报、关于对外关系法草案修改意见的汇报、关于设立全国生态日的决定草案审议结果的报告，并审议相关草案修改稿 - 听取全国人大外事委员会主任委员娄勤俭作的关于《万国邮政联盟组织法第九附加议定书》《关于制止非法劫持航空器的公约的补充议定书》审议情况及批准的决定草案代拟稿的汇报，并审议关于批准条约的决定草案代拟稿 - 听取全国人大财政经济委员会副主任委员、全国人大常委会预算工作委员会主任史耀斌作的关于2022年中央决算草案和2022年中央决算报告审查情况及决议草案代拟稿的汇报，并审议关于批准2022年中央决算的决议草案代拟稿 - 听取全国人大常委会秘书长刘奇作的关于设立全国人大常委会代表工作委员会的决定草案审议情况的汇报，并审议关于设立全国人大常委会代表工作委员会的决定草案修改稿 - 听取刘奇作的关于任免案审议情况的汇报等 - 决定将上述草案修改稿等提交十四届全国人大常委会第三次会议审议 | [ 48 ] |
| 第七次     | 2023年6月28日  | - 听取全国人大宪法和法律委员会主任委员信春鹰作的关于无障碍环境建设法草案修改稿审议情况的汇报、关于对外关系法草案修改稿审议情况的汇报、关于设立全国生态日的决定草案修改稿审议情况的汇报，并审议有关草案表决稿 - 听取全国人大常委会秘书长刘奇作的其他拟提请表决事项审议情况的汇报 - 决定将上述草案等交付十四届全国人大常委会第三次会议闭幕会表决 | [ 49 ] |
| 第八次     | 2023年7月24日  | - 建议十四届全国人大常委会第四次会议议程：审议全国人大常委会委员长会议关于提请审议刑法修正案（十二）草案的议案；审议有关任免案 - 全国人大常委会秘书长刘奇就常委会第四次会议议程草案、日程安排等作了汇报；全国人大常委会有关副秘书长、常委会有关工作委员会负责人就常委会第四次会议有关议题作了汇报 - 决定十四届全国人大常委会第四次会议2023年7月25日在北京举行 | [ 50 ] |
| 第九次     | 2023年7月25日  | - 审议十四届全国人大常委会第四次会议上的有关议题 - 全国人大常委会秘书长刘奇作汇报 | [ 51 ] |
| 第十次     | 2023年8月21日  | - 建议十四届全国人大常委会第五次会议议程：审议行政复议法修订草案、外国国家豁免法草案、民事诉讼法修正草案、公司法修订草案、增值税法草案；审议国务院关于提请审议学前教育法草案的议案、关于提请审议学位法草案的议案、关于提请审议治安管理处罚法修订草案的议案、关于提请审议关于延长授权国务院在粤港澳大湾区内地九市开展香港法律执业者和澳门执业律师取得内地执业资质和从事律师职业试点工作期限的决定草案的议案、关于提请审议批准《中华人民共和国和厄瓜多尔共和国引渡条约》的议案；审议国务院关于今年以来国民经济和社会发展计划执行情况的报告、关于今年以来预算执行情况的报告、关于财政转移支付情况的报告、关于确保国家粮食安全工作情况的报告、关于反家庭暴力工作情况的报告；审议全国人大常委会代表资格审查委员会关于个别代表的代表资格的报告；审议有关任免案等 - 审议全国人大财政经济委员会关于2023年上半年经济形势分析会的情况报告 审议通过全国人大宪法和法律委员会关于终止审议行政诉讼法修正草案的报告 听取关于建立全国人大常委会听取和审议国务院关于政府债务管理情况报告制度的汇报 审议了2023年上半年全国人大信访工作情况报告 审议通过了全国人大机关信访工作规定 全国人大常委会秘书长刘奇就十四届全国人大常委会第五次会议议程草案和日程安排作汇报；全国人大常委会有关副秘书长，全国人大有关专门委员会、常委会有关工作委员会负责人就常委会第五次会议有关议题等作汇报 - 决定十四届全国人大常委会第五次会议2023年8月28日至9月1日在北京举行 | [ 52 ] |
| 第十一次   | 2023年8月29日  | - 听取全国人大宪法和法律委员会主任委员信春鹰作的关于行政复议法修订草案修改意见的汇报、关于外国国家豁免法草案修改意见的汇报、关于修改民事诉讼法的决定草案修改意见的汇报、关于延长授权国务院在粤港澳大湾区内地九市开展香港法律执业者和澳门执业律师取得内地执业资质和从事律师职业试点工作期限的决定草案审议结果的报告，并审议相关草案修改稿 - 听取全国人大外事委员会主任委员娄勤俭作的关于《中华人民共和国和厄瓜多尔共和国引渡条约》审议情况的汇报，并审议关于批准条约的决定草案代拟稿 - 会议听取了全国人大常委会秘书长刘奇作的关于个别代表的代表资格的报告和任免案审议情况的汇报等 - 决定将上述草案修改稿等提交十四届全国人大常委会第五次会议审议 | [ 53 ] |
| 第十二次   | 2023年9月1日   | - 听取全国人大宪法和法律委员会主任委员信春鹰作的关于行政复议法修订草案修改稿审议情况的汇报、关于外国国家豁免法草案修改稿审议情况的汇报、关于修改民事诉讼法的决定草案修改稿审议情况的汇报、关于延长授权国务院在粤港澳大湾区内地九市开展香港法律执业者和澳门执业律师取得内地执业资质和从事律师职业试点工作期限的决定草案修改稿审议情况的汇报，并审议有关草案表决稿 - 听取了全国人大常委会秘书长刘奇作的其他拟提请表决事项审议情况的汇报 - 决定将上述草案等交付十四届全国人大常委会第五次会议闭幕会表决 | [ 54 ] |
| 第十三次   | 2023年10月13日 | - 建议十四届全国人大常委会第六次会议议程：审议海洋环境保护法修订草案、爱国主义教育法草案、粮食安全保障法草案、慈善法修订草案；审议全国人大常委会委员长会议关于提请审议国务院组织法修订草案的议案；审议国务院关于提请审议保守国家秘密法修订草案的议案、关于提请审议传染病防治法修订草案的议案、关于提请审议关税法草案的议案、关于提请审议文物保护法修订草案的议案、关于提请审议授权提前下达部分新增地方政府债务限额的议案；审议国务院关于提请审议批准《中华人民共和国和哥伦比亚共和国关于移管被判刑人的条约》的议案、关于提请审议批准《中华人民共和国和毛里求斯共和国引渡条约》的议案、关于提请审议批准《联合国打击跨国有组织犯罪公约关于打击非法制造和贩运枪支及其零部件和弹药的补充议定书》的议案、关于提请审议批准《亚洲相互协作与信任措施会议秘书处及其人员、成员国代表特权与豁免公约》的议案和关于提请审议加入《国际航标组织公约》的议案；审议国务院关于金融工作情况的报告、关于2022年度国有资产管理情况的综合报告和关于2022年度金融企业国有资产管理情况的专项报告、关于考试招生制度改革情况的报告、关于打击生态环境和资源保护领域犯罪工作情况的报告；审议最高人民法院关于人民法院环境资源审判工作情况的报告；审议最高人民检察院关于人民检察院生态环境和资源保护检察工作情况的报告；审议全国人大常委会执法检查组关于检查科学技术进步法实施情况的报告、关于检查湿地保护法实施情况的报告；审议全国人大监察和司法委员会、财政经济委员会、环境与资源保护委员会、社会建设委员会分别提出的关于第十四届全国人民代表大会第一次会议主席团交付审议的代表提出的议案审议结果的报告；审议有关任免案等 - 全国人大常委会秘书长刘奇就常委会第六次会议议程草案和日程安排作汇报；全国人大常委会有关副秘书长，全国人大有关专门委员会、常委会有关工作委员会负责人就常委会第六次会议有关议题等作汇报 - 决定十四届全国人大常委会第六次会议2023年10月20日至24日在北京举行 | [ 55 ] |
| 第十四次   | 2023年10月22日 | - 听取全国人大宪法和法律委员会主任委员信春鹰作的关于海洋环境保护法修订草案修改意见的汇报、关于爱国主义教育法草案修改意见的汇报，并审议相关草案修改稿 - 听取全国人大财政经济委员会副主任委员、全国人大常委会预算工作委员会主任许宏才作的关于授权提前下达部分新增地方政府债务限额的议案审议情况的汇报，并审议关于授权国务院提前下达部分新增地方政府债务限额的决定草案代拟稿 - 听取全国人大外事委员会主任委员娄勤俭作的关于《中华人民共和国和哥伦比亚共和国关于移管被判刑人的条约》《中华人民共和国和毛里求斯共和国引渡条约》《联合国打击跨国有组织犯罪公约关于打击非法制造和贩运枪支及其零部件和弹药的补充议定书》《亚洲相互协作与信任措施会议秘书处及其人员、成员国代表特权与豁免公约》《国际航标组织公约》审议情况的汇报，并审议关于批准和加入的决定草案代拟稿 - 听取全国人大常委会秘书长刘奇作的关于任免案审议情况的汇报等 - 决定将上述草案修改稿等提交十四届全国人大常委会第六次会议审议 | [ 56 ] |
| 第十五次   | 2023年10月24日 | - 听取全国人大宪法和法律委员会主任委员信春鹰作的关于海洋环境保护法修订草案修改稿审议情况的汇报、关于爱国主义教育法草案修改稿审议情况的汇报，并审议有关草案表决稿 - 听取全国人大常委会秘书长刘奇作的关于全国人大监察和司法委员会、财政经济委员会、环境与资源保护委员会、社会建设委员会4个专门委员会的代表议案审议结果报告等拟提请表决事项审议情况的汇报 - 决定将上述草案等交付十四届全国人大常委会第六次会议闭幕会表决 | [ 57 ] |
| 第十六次   | 2023年12月18日 | - 建议十四届全国人大常委会第七次会议议程：审议国务院组织法修订草案、公司法修订草案、慈善法修正草案、粮食安全保障法草案、刑法修正案（十二）草案、突发事件应对管理法草案、农村集体经济组织法草案；审议委员长会议关于提请审议中华人民共和国各级人民代表大会常务委员会监督法修正草案的议案；审议国务院关于提请审议国境卫生检疫法修订草案的议案、关于提请审议矿产资源法修订草案的议案；审议委员长会议关于提请审议全国人大常委会关于完善和加强备案审查制度的决定草案的议案；审议国务院关于提请审议关于授权澳门特别行政区对广东省珠海市拱北口岸东南侧相关陆地和海域实施管辖的决定草案的议案；审议委员长会议关于提请审议全国人大常委会关于召开第十四届全国人民代表大会第二次会议的决定草案的议案；审议国务院关于提请审议批准《中华人民共和国和博茨瓦纳共和国引渡条约》的议案、关于提请审议批准《中华人民共和国和塞内加尔共和国关于刑事司法协助的条约》的议案；审议国务院关于国民经济和社会发展第十四个五年规划和2035年远景目标纲要实施中期评估报告、关于2022年度中央预算执行和其他财政收支审计查出问题整改情况的报告、关于财政文化资金分配和使用情况的报告、关于精神卫生工作情况的报告；审议全国人大常委会执法检查组关于检查种子法实施情况的报告、关于检查安全生产法实施情况的报告；审议全国人大民族委员会、宪法和法律委员会、教育科学文化卫生委员会、华侨委员会、农业与农村委员会分别提出的关于十四届全国人大一次会议主席团交付审议的代表提出的议案审议结果的报告；分别听取全国人大常委会代表工作委员会、水利部关于十四届全国人大一次会议代表建议、批评和意见办理情况的报告；审议全国人大常委会法制工作委员会关于2023年备案审查工作情况的报告；审议全国人大常委会代表资格审查委员会关于个别代表的代表资格的报告；审议有关任免案等 - 审议并原则通过全国人大常委会2024年度工作要点和立法、监督、代表工作计划 - 审议并原则通过全国人大各专门委员会工作规则 - 审议2023年度全国人大常委会联系全国人大代表工作情况报告稿 - 全国人大常委会秘书长刘奇就常委会第七次会议议程草案和日程安排作汇报；全国人大常委会有关副秘书长，全国人大有关专门委员会、常委会有关工作委员会负责人就常委会第七次会议有关议题等作汇报 - 决定十四届全国人大常委会第七次会议2023年12月25日至29日在北京举行 | [ 58 ] |
| 第十七次   | 2023年12月26日 | - 听取全国人大宪法和法律委员会主任委员信春鹰作的关于国务院组织法修订草案审议意见的报告、关于公司法修订草案修改意见的汇报、关于修改慈善法的决定草案修改意见的汇报、关于粮食安全保障法草案修改意见的汇报、关于刑法修正案（十二）草案修改意见的汇报、关于完善和加强备案审查制度的决定草案审议结果的报告、关于授权澳门特别行政区对广东省珠海市拱北口岸东南侧相关陆地和海域实施管辖的决定草案审议结果的报告，并审议相关议案代拟稿、草案修改稿 - 听取全国人大外事委员会副主任委员郭雷作的关于《中华人民共和国和博茨瓦纳共和国引渡条约》《中华人民共和国和塞内加尔共和国关于刑事司法协助的条约》审议情况的汇报，并审议了关于批准条约的决定草案代拟稿 - 听取全国人大常委会秘书长刘奇作的关于召开十四届全国人大二次会议的决定草案审议情况的汇报、关于个别代表的代表资格的报告和任免案审议情况的汇报，并审议了相关决定草案等 - 全国人大常委会副秘书长刘俊臣向会议作的关于新增人事任免事项的汇报。 - 决定将上述草案修改稿等提交十四届全国人大常委会第七次会议审议 | [ 59 ] |
| 第十八次   | 2023年12月29日 | - 听取全国人大宪法和法律委员会主任委员信春鹰作的关于国务院组织法修订草案的议案代拟稿审议情况的汇报、关于公司法修订草案修改稿审议情况的汇报、关于修改慈善法的决定草案修改稿审议情况的汇报、关于粮食安全保障法草案修改稿审议情况的汇报、关于刑法修正案（十二）草案修改稿审议情况的汇报、关于完善和加强备案审查制度的决定草案修改稿审议情况的汇报、关于授权澳门特别行政区对广东省珠海市拱北口岸东南侧相关陆地和海域实施管辖的决定草案修改稿审议情况的汇报，并审议了有关草案表决稿等 - 听取全国人大常委会秘书长刘奇作的关于全国人大民族委员会、宪法和法律委员会、教育科学文化卫生委员会、华侨委员会、农业与农村委员会5个专门委员会的代表议案审议结果报告等拟提请表决事项审议情况的汇报 - 决定将上述草案等交付十四届全国人大常委会第七次会议闭幕会表决 | [ 60 ] |
| 第十九次   | 2024年2月7日   | - 建议十四届全国人大常委会第八次会议议程：审议全国人大常委会工作报告稿；审议委员长会议关于提请审议十四届全国人大二次会议议程草案的议案、关于提请审议十四届全国人大二次会议主席团和秘书长名单草案的议案、关于提请审议十四届全国人大二次会议列席人员名单草案的议案；审议保守国家秘密法修订草案；审议全国人大常委会代表资格审查委员会关于个别代表的代表资格的报告和有关任免案等 - 审议全国人大机关关于十四届全国人大常委会履职以来群众信访工作情况的报告 - 审议关于十四届全国人大2023年对外工作情况和2024年对外工作设想的报告 - 全国人大常委会秘书长刘奇就常委会第八次会议议程草案、日程安排和十四届全国人大二次会议议程草案、日程安排、主席团和秘书长名单草案、列席人员名单草案等作汇报；全国人大常委会有关副秘书长，全国人大有关专门委员会、常委会代表资格审查委员会和办公厅研究室负责人就常委会第八次会议有关议题等作汇报 - 决定十四届全国人大常委会第八次会议2024年2月26日至27日在北京举行 | [ 61 ] |
| 第二十次   | 2024年2月26日  | - 听取全国人大宪法和法律委员会主任委员信春鹰作的关于保守国家秘密法修订草案修改意见的汇报，并审议修订草案修改稿 - 听取全国人大常委会秘书长刘奇作的关于十四届全国人大二次会议议程草案、主席团和秘书长名单草案、列席人员名单草案审议情况的汇报，关于个别代表的代表资格的报告和任免案审议情况的汇报等 - 决定将上述草案修改稿、草案等提交常委会第八次会议审议 | [ 62 ] |
| 第二十一次 | 2024年2月27日  | - 听取全国人大常委会副秘书长、办公厅研究室主任宋锐作的关于全国人大常委会工作报告稿审议情况的汇报 - 听取全国人大宪法和法律委员会主任委员信春鹰作的关于保守国家秘密法修订草案修改稿审议情况的汇报，并审议了草案表决稿 - 听取全国人大常委会秘书长刘奇作的其他拟提请表决事项审议情况的汇报 - 决定将常委会工作报告稿、上述草案等交付十四届全国人大常委会第八次会议闭幕会表决 | [ 63 ] |
| 第二十二次 | 2024年3月4日   | - 听取全国人大常委会秘书长刘奇作的关于十四届全国人民代表大会第二次会议主席团和秘书长名单草案、议程草案审议情况的汇报 - 决定将两个草案分别提请十四届全国人民代表大会第二次会议预备会议选举和表决 | [ 64 ] |
| 第二十三次 | 2024年4月16日  | - 建议十四届全国人大常委会第九次会议议程：审议学位法草案、关税法草案；审议委员长会议关于提请审议国防教育法修订草案的议案；审议国务院关于提请审议会计法修正草案的议案、关于提请审议统计法修正草案的议案、关于提请审议能源法草案的议案、关于提请审议原子能法草案的议案、关于提请审议反洗钱法修订草案的议案、关于提请审议农业技术推广法等3部法律的修正案草案的议案、关于提请审议关于授权国务院在海南自由贸易港暂时调整适用食品安全法有关规定的决定草案的议案；审议国务院关于提请审议批准《中华人民共和国和毛里求斯共和国关于刑事司法协助的条约》的议案、关于提请审议批准《中华人民共和国和尼泊尔关于刑事司法协助的条约》的议案、关于提请审议批准《中华人民共和国和塞内加尔共和国引渡条约》的议案、关于提请审议批准《中华人民共和国和希腊共和国引渡条约》的议案；审议国务院关于2023年度环境状况和环境保护目标完成情况的报告、关于金融企业国有资产管理情况专项报告审议意见的研究处理情况和整改问责情况的报告；审议全国人大常委会代表资格审查委员会关于个别代表的代表资格的报告；审议有关任免案等 - 审议通过全国人大常委会2024年度工作要点和立法、监督、代表工作计划 - 审议通过十四届全国人民代表大会第二次会议重点督办建议选题 - 全国人大常委会秘书长刘奇就常委会第九次会议议程草案、日程安排作汇报；全国人大常委会有关副秘书长，全国人大有关专门委员会、常委会有关工作委员会负责人就有关议题作汇报 - 决定十四届全国人大常委会第九次会议2024年4月23日至26日在北京举行 | [ 65 ] |
| 第二十四次 | 2024年4月24日  | - 听取全国人大宪法和法律委员会主任委员信春鹰作的关于学位法草案修改意见的汇报、关于关税法草案修改意见的汇报、关于农业技术推广法等3部法律的修正案草案审议结果的报告，并审议相关草案修改稿、决定草案 - 听取全国人大外事委员会主任委员娄勤俭作的关于《中华人民共和国和毛里求斯共和国关于刑事司法协助的条约》《中华人民共和国和尼泊尔关于刑事司法协助的条约》《中华人民共和国和塞内加尔共和国引渡条约》《中华人民共和国和希腊共和国引渡条约》审议情况的汇报，并审议了关于批准条约的决定草案代拟稿 - 听取全国人大常委会秘书长刘奇作的关于个别代表的代表资格的报告和任免案审议情况的汇报 - 决定将上述草案修改稿等提交十四届全国人大常委会第九次会议审议 | [ 66 ] |
| 第二十五次 | 2024年4月26日  | - 听取全国人大宪法和法律委员会主任委员信春鹰作的关于学位法草案修改稿审议情况的汇报，关于关税法草案修改稿审议情况的汇报，关于修改农业技术推广法、未成年人保护法、生物安全法的决定草案审议情况的汇报，并审议有关草案表决稿 - 听取全国人大常委会秘书长刘奇作的其他拟提请表决事项审议情况的汇报 - 决定将上述草案等交付十四届全国人大常委会第九次会议闭幕会表决 | [ 67 ] |
| 第二十六次 | 2024年6月17日  | - 建议十四届全国人大常委会第十次会议议程：审议突发事件应对管理法草案、农村集体经济组织法草案、国境卫生检疫法修订草案、会计法修正草案、金融稳定法草案、学前教育法草案、治安管理处罚法修订草案、文物保护法修订草案、矿产资源法修订草案；审议全国人大常委会关于授权国务院在海南自由贸易港暂时调整适用《中华人民共和国食品安全法》有关规定的决定草案；审议国务院关于提请审议批准《〈关于汞的水俣公约〉缔约方大会第四次会议第4/3号决定对〈关于汞的水俣公约〉附件A的修正 （页面存档备份，存于）》的议案、关于提请审议批准《中华人民共和国和巴拿马共和国引渡条约》的议案；审议国务院关于2023年中央决算的报告，审查和批准2023年中央决算；审议国务院关于2023年度中央预算执行和其他财政收支的审计工作报告；审议国务院关于促进民营经济发展情况的报告；审议全国人大常委会代表资格审查委员会关于个别代表的代表资格的报告；审议有关任免案等 - 全国人大常委会秘书长刘奇就常委会第十次会议议程草案和日程安排作汇报；全国人大常委会有关副秘书长，全国人大有关专门委员会、常委会有关工作委员会负责人就有关议题等作汇报 - 决定十四届全国人大常委会第十次会议2024年6月25日至28日在北京举行 | [ 68 ] |
| 第二十七次 | 2024年6月26日  | - 听取全国人大宪法和法律委员会主任委员信春鹰作的关于突发事件应对法修订草案修改意见的汇报，关于农村集体经济组织法草案修改意见的汇报，关于国境卫生检疫法修订草案修改意见的汇报，关于修改会计法的决定草案修改意见的汇报，关于授权国务院在海南自由贸易港暂时调整适用《中华人民共和国食品安全法》有关规定的决定草案修改意见的汇报，审议了相关草案修改稿 - 听取全国人大外事委员会主任委员娄勤俭作的关于《〈关于汞的水俣公约〉缔约方大会第四次会议第4/3号决定对〈关于汞的水俣公约〉附件A的修正》《中华人民共和国和巴拿马共和国引渡条约》审议情况的汇报，审议了关于批准的决定草案代拟稿 - 听取全国人大财政经济委员会副主任委员、全国人大常委会预算工作委员会主任许宏才作的关于2023年中央决算草案和2023年中央决算报告审查情况及决议草案代拟稿的汇报，审议了关于批准2023年中央决算的决议草案代拟稿 - 听取全国人大常委会秘书长刘奇作的关于个别代表的代表资格的报告和任免案审议情况的汇报等 - 决定将上述草案修改稿等提交十四届全国人大常委会第十次会议审议 | [ 69 ] |
| 第二十八次 | 2024年6月28日  | - 听取全国人大宪法和法律委员会主任委员信春鹰作的关于突发事件应对法修订草案修改稿审议情况的汇报，关于农村集体经济组织法草案修改稿审议情况的汇报，关于国境卫生检疫法修订草案修改稿审议情况的汇报，关于修改会计法的决定草案修改稿审议情况的汇报，关于授权国务院在海南自由贸易港暂时调整适用《中华人民共和国食品安全法》有关规定的决定草案修改稿审议情况的汇报，审议了有关草案表决稿 - 听取全国人大常委会秘书长刘奇作的其他拟提请表决事项审议情况的汇报 - 决定将上述草案等交付十四届全国人大常委会第十次会议闭幕会表决 | [ 70 ] |
| 第二十九次 | 2024年8月27日  | - 建议十四届全国人大常委会第十一次会议议程：审议国防教育法修订草案、统计法修正草案、传染病防治法修订草案、能源法草案、反洗钱法修订草案；审议国务院关于提请审议突发公共卫生事件应对法草案的议案、关于提请审议国家公园法草案的议案；审议国家监察委员会关于提请审议监察法修正草案的议案；审议全国人大常委会委员长会议关于提请审议全国人大常委会关于在中华人民共和国成立75周年之际授予国家勋章和国家荣誉称号的决定草案的议案；审议国务院关于提请审议批准《关于修改一九九三年一月十四日签订的〈中华人民共和国和哈萨克斯坦共和国关于民事和刑事司法协助的条约〉的议定书》的议案、关于提请审议批准《中华人民共和国和乌拉圭东岸共和国关于刑事司法协助的条约》的议案、关于提请审议批准《中华人民共和国和越南社会主义共和国关于移管被判刑人的条约》的议案；审议国务院关于今年以来国民经济和社会发展计划执行情况的报告，关于今年以来预算执行情况的报告，关于2023年度政府债务管理情况的报告，关于推进托育服务工作情况的报告，关于推进养老服务体系建设、加强和改进失能老年人照护工作情况的报告；审议全国人大常委会执法检查组关于检查农业法实施情况的报告；审议赵乐际委员长访问乌兹别克斯坦、俄罗斯并在俄出席第十届金砖国家议会论坛和中俄议会合作委员会第九次会议的书面报告；审议全国人大常委会代表资格审查委员会关于个别代表的代表资格的报告；审议有关任免案等 - 审议全国人大财政经济委员会关于今年以来经济运行情况的分析报告 - 审议全国人大机关关于2024年2月以来的群众信访工作情况报告 - 全国人大常委会秘书长刘奇就常委会第十一次会议议程草案和日程安排作汇报；全国人大常委会有关副秘书长，全国人大有关专门委员会、常委会有关工作委员会负责人就有关议题等作汇报 - 决定十四届全国人大常委会第十一次会议2024年9月10日至13日在北京举行 | [ 71 ] |
| 第三十次   | 2024年9月11日  | - 听取全国人大宪法和法律委员会主任委员信春鹰作的关于国防教育法修订草案修改意见的汇报，关于修改统计法的决定草案修改意见的汇报，关于实施渐进式延迟法定退休年龄的决定草案审议结果的报告，审议了相关草案修改稿 - 听取全国人大常委会法制工作委员会主任沈春耀作的关于在中华人民共和国成立七十五周年之际授予国家勋章和国家荣誉称号的决定草案审议情况的汇报，审议了决定草案 - 听取全国人大外事委员会主任委员娄勤俭作的关于《关于修改一九九三年一月十四日签订的〈中华人民共和国和哈萨克斯坦共和国关于民事和刑事司法协助的条约〉的议定书》《中华人民共和国和乌拉圭东岸共和国关于刑事司法协助的条约》《中华人民共和国和越南社会主义共和国关于移管被判刑人的条约》审议情况的汇报，审议了关于批准的决定草案代拟稿 - 听取全国人大常委会秘书长刘奇作的关于个别代表的代表资格的报告、中央军事委员会关于提请审议批准增补中国人民解放军选举委员会委员的议案和任免案审议情况的汇报等 - 决定将上述草案修改稿等提交十四届全国人大常委会第十一次会议审议 | [ 72 ] |
| 第三十一次 | 2024年9月13日  | - 听取全国人大宪法和法律委员会主任委员信春鹰作的关于国防教育法修订草案修改稿审议情况的汇报，关于修改统计法的决定草案修改稿审议情况的汇报，关于实施渐进式延迟法定退休年龄的决定草案修改稿审议情况的汇报，审议了有关草案表决稿 - 听取全国人大常委会秘书长刘奇作的其他拟提请表决事项审议情况的汇报 - 决定将上述草案等交付十四届全国人大常委会第十一次会议闭幕会表决 | [ 73 ] |
| 第三十二次 | 2024年10月25日 | - 建议十四届全国人大常委会第十二次会议议程：审议学前教育法草案、文物保护法修订草案、矿产资源法修订草案、能源法草案、反洗钱法修订草案、各级人民代表大会常务委员会监督法修正草案；审议全国人大常委会委员长会议关于提请审议代表法修正草案的议案；审议国务院关于提请审议仲裁法修订草案的议案、关于提请审议海商法修订草案的议案、关于提请审议科学技术普及法修订草案的议案、关于提请审议关于延长授权国务院在营商环境创新试点城市暂时调整适用计量法有关规定的决定草案的议案；审议国务院关于提请审议批准《〈《防止倾倒废物及其他物质污染海洋的公约》1996年议定书〉污水污泥修正案》的议案；审议国务院关于金融工作情况的报告，关于2023年度国有资产管理情况的综合报告和关于2023年度行政事业性国有资产管理情况的专项报告，关于建设中国特色、世界一流的大学和优势学科工作情况的报告，关于防沙治沙工作情况的报告；审议最高人民法院关于人民法院行政审判工作情况的报告；审议最高人民检察院关于人民检察院行政检察工作情况的报告；审议全国人大常委会执法检查组关于检查非物质文化遗产法实施情况的报告、关于检查社会保险法实施情况的报告；审议全国人大监察和司法委员会、环境与资源保护委员会、农业与农村委员会、社会建设委员会分别提出的关于十四届全国人大二次会议主席团交付审议的代表提出的议案审议结果的报告；审议全国人大常委会代表资格审查委员会关于个别代表的代表资格的报告；审议有关任免案等 - 全国人大常委会秘书长刘奇就常委会第十二次会议议程草案和日程安排作汇报；全国人大常委会有关副秘书长，全国人大有关专门委员会、常委会有关工作委员会负责人就有关议题等作汇报 - 决定十四届全国人大常委会第十二次会议2024年11月4日至8日在北京举行 | [ 74 ] |
| 第三十三次 | 2024年11月6日  | - 听取全国人大宪法和法律委员会主任委员信春鹰作的关于学前教育法草案修改意见的汇报，关于文物保护法修订草案修改意见的汇报，关于矿产资源法修订草案修改意见的汇报，关于能源法草案修改意见的汇报，关于反洗钱法修订草案修改意见的汇报，关于修改各级人民代表大会常务委员会监督法的决定草案修改意见的汇报，关于延长授权国务院在营商环境创新试点城市暂时调整适用计量法有关规定的决定草案审议结果的报告，审议了相关草案修改稿、决定草案 - 听取全国人大财政经济委员会副主任委员、全国人大常委会预算工作委员会主任许宏才作的关于《国务院关于提请审议增加地方政府债务限额置换存量隐性债务的议案》审议情况的汇报，审议了关于批准该议案的决议草案代拟稿 - 听取全国人大外事委员会主任委员娄勤俭作的关于《〈《防止倾倒废物及其他物质污染海洋的公约》1996年议定书〉污水污泥修正案》审议情况的汇报，审议了关于批准的决定草案代拟稿 - 听取全国人大常委会秘书长刘奇作的关于个别代表的代表资格的报告和任免案审议情况的汇报等 - 决定将上述草案修改稿等提交十四届全国人大常委会第十二次会议审议 | [ 75 ] |
| 第三十四次 | 2024年11月8日  | - 听取全国人大宪法和法律委员会主任委员信春鹰作的关于学前教育法草案修改稿审议情况的汇报，关于文物保护法修订草案修改稿审议情况的汇报，关于矿产资源法修订草案修改稿审议情况的汇报，关于能源法草案修改稿审议情况的汇报，关于反洗钱法修订草案修改稿审议情况的汇报，关于修改各级人民代表大会常务委员会监督法的决定草案修改稿审议情况的汇报，关于延长授权国务院在营商环境创新试点城市暂时调整适用计量法有关规定期限的决定草案审议情况的汇报，审议了有关草案表决稿 - 听取全国人大常委会秘书长刘奇作的关于全国人大监察和司法委员会、环境与资源保护委员会、农业与农村委员会、社会建设委员会4个专门委员会的代表议案审议结果报告，关于批准《国务院关于提请审议增加地方政府债务限额置换存量隐性债务的议案》的决议草案等拟提请表决事项审议情况的汇报 - 决定将上述草案等交付十四届全国人大常委会第十二次会议闭幕会表决 | [ 76 ] |
| 第三十五次 | 2024年12月13日 | - 建议十四届全国人大常委会第十三次会议议程：审议代表法修正草案、增值税法草案、监察法修正草案、科学技术普及法修订草案、国家公园法草案；审议全国人大监察司法委关于提请审议法治宣传教育法草案的议案；审议国务院关于提请审议民营经济促进法草案的议案、关于提请审议反不正当竞争法修订草案的议案、关于提请审议渔业法修订草案的议案、关于提请审议危险化学品安全法草案的议案；审议委员长会议关于提请审议全国人大常委会关于召开第十四届全国人民代表大会第三次会议的决定草案的议案；审议国务院关于提请审议批准《中华人民共和国和津巴布韦共和国引渡条约》的议案、关于提请审议批准《中华人民共和国和苏里南共和国引渡条约》的议案；审议国务院关于2023年度中央预算执行和其他财政收支审计查出问题整改情况的报告、关于财政防灾减灾及应急管理资金分配和使用情况的报告、关于耕地保护工作情况的报告；审议国家监察委员会关于整治群众身边不正之风和腐败问题工作情况的报告；审议全国人大常委会执法检查组关于检查企业国有资产法实施情况的报告、关于检查黄河保护法实施情况的报告；审议全国人大民委、宪法法律委、财经委、教科文卫委、华侨委分别提出的关于十四届全国人大二次会议主席团交付审议的代表提出的议案审议结果的报告；分别听取全国人大常委会代表工委、文化和旅游部关于十四届全国人大二次会议代表建议、批评和意见办理情况的报告；审议全国人大常委会法工委关于2024年备案审查工作情况的报告；审议赵乐际委员长访问葡萄牙、西班牙和希腊情况的书面报告；审议全国人大常委会代表资格审查委员会关于个别代表的代表资格的报告；审议有关任免案等 - 审议并原则通过全国人大常委会2025年度工作要点和立法、监督、代表、外事工作计划，审议2024年度全国人大常委会联系全国人大代表工作情况的报告，审议全国人大常委会代表工委关于十四届全国人大二次会议期间代表对加强和改进人大工作的意见建议处理情况的报告 - 全国人大常委会秘书长刘奇就常委会第十三次会议议程草案和日程安排等作汇报。全国人大常委会有关副秘书长，全国人大有关专门委员会、常委会有关工作委员会负责人就有关议题作汇报 - 决定十四届全国人大常委会第十三次会议2024年12月21日至25日在北京举行 | [ 77 ] |
| 第三十六次 | 2024年12月23日 | - 听取全国人大宪法和法律委员会主任委员信春鹰作的关于代表法修正草案审议意见的报告，关于增值税法草案修改意见的汇报，关于修改监察法的决定草案修改意见的汇报，关于科学技术普及法修订草案修改意见的汇报，审议相关议案代拟稿、草案修改稿 - 听取全国人大外事委员会主任委员娄勤俭作的关于《中华人民共和国和津巴布韦共和国引渡条约》《中华人民共和国和苏里南共和国引渡条约》审议情况的汇报，审议关于批准条约的决定草案代拟稿 - 听取全国人大常委会秘书长刘奇作的关于召开十四届全国人大三次会议的决定草案审议情况的汇报、关于个别代表的代表资格的报告和任免案审议情况的汇报等，审议相关决定草案 - 决定将上述议案代拟稿、草案修改稿等提交十四届全国人大常委会第十三次会议审议 | [ 78 ] |
| 第三十七次 | 2024年12月25日 | - 听取全国人大宪法和法律委员会主任委员信春鹰作的关于代表法修正草案的议案代拟稿审议情况的汇报，关于增值税法草案修改稿审议情况的汇报，关于修改监察法的决定草案修改稿审议情况的汇报，关于科学技术普及法修订草案修改稿审议情况的汇报，审议有关草案表决稿 - 听取全国人大常委会秘书长刘奇作的关于全国人大民族委员会、宪法和法律委员会、财政经济委员会、教育科学文化卫生委员会、华侨委员会5个专门委员会的代表议案审议结果报告等拟提请表决事项审议情况的汇报 - 决定将上述草案等交付十四届全国人大常委会第十三次会议闭幕会表决 | [ 79 ] |
| 第三十八次 | 2025年2月17日  | - 建议十四届全国人大常委会第十四次会议议程：审议全国人大常委会工作报告稿，审议委员长会议关于提请审议十四届全国人大三次会议议程草案的议案、关于提请审议十四届全国人大三次会议主席团和秘书长名单草案的议案、关于提请审议十四届全国人大三次会议列席人员名单草案的议案；审议民营经济促进法草案；审议国务院关于提请审议民用航空法修订草案的议案；审议全国人大常委会代表资格审查委员会关于个别代表的代表资格的报告；审议有关任免案等 - 审议财政预算事项备案审查工作办法稿 - 审议全国人大机关2024年度群众信访工作情况报告 - 全国人大常委会秘书长刘奇就常委会第十四次会议议程草案、日程安排和十四届全国人大三次会议议程草案、日程安排、主席团和秘书长名单草案、列席人员名单草案等作汇报；全国人大常委会有关副秘书长，全国人大有关专门委员会、常委会有关工作委员会、常委会代表资格审查委员会和办公厅研究室负责人就常委会第十四次会议有关议题等作汇报 - 决定十四届全国人大常委会第十四次会议2025年2月24日至25日在北京举行 | [ 80 ] |
| 第三十九次 | 2025年2月24日  | - 听取全国人大常委会秘书长刘奇作的关于十四届全国人大三次会议议程草案、主席团和秘书长名单草案、列席人员名单草案审议情况的汇报，关于个别代表的代表资格的报告和任免案审议情况的汇报等 - 决定将上述草案等提交十四届全国人大常委会第十四次会议审议 | [ 81 ] |
| 第四十次   | 2025年2月25日  | - 听取全国人大常委会副秘书长、办公厅研究室主任宋锐作的关于全国人大常委会工作报告稿审议情况的汇报 - 听取全国人大常委会秘书长刘奇作的其他拟提请表决事项审议情况的汇报 - 决定将常委会工作报告稿等交付十四届全国人大常委会第十四次会议闭幕会表决 | [ 82 ] |
| 第四十一次 | 2025年3月4日   | - 听取全国人大常委会秘书长刘奇作的关于十四届全国人大三次会议主席团和秘书长名单草案、议程草案审议情况的汇报 - 决定将两个草案分别提请十四届全国人民代表大会第三次会议预备会议选举和表决 | [ 83 ] |
| 第四十二次 | 2025年4月18日  | - 建议十四届全国人大常委会第十五次会议议程：审议民营经济促进法草案、传染病防治法修订草案、原子能法草案、仲裁法修订草案；审议委员长会议关于提请审议生态环境法典草案的议案；审议国务院关于提请审议国家发展规划法草案的议案、关于提请审议监狱法修订草案的议案、关于提请审议关于授权国务院在中国（新疆）自由贸易试验区暂时调整适用种子法有关规定的决定草案的议案；审议国务院关于提请审议批准《中华人民共和国和沙特阿拉伯王国关于民事和商事司法协助与合作的协定》的议案、关于提请审议批准《中华人民共和国和埃塞俄比亚联邦民主共和国关于移管被判刑人的条约》的议案；审议国务院关于2024年度环境状况和环境保护目标完成情况的报告、关于2023年度国有资产管理情况报告审议意见的研究处理情况和整改问责情况的报告；审议全国人大常委会代表资格审查委员会关于个别代表的代表资格的报告；审议有关任免案等 - 审议通过全国人大常委会2025年度工作要点和立法、监督、代表、外事工作计划 - 审议通过十四届全国人大三次会议重点督办建议选题 - 决定十四届全国人大常委会第十五次会议2025年4月27日至30日在北京举行 | [ 84 ] |
| 第四十三次 | 2025年4月28日  | - 听取全国人大宪法和法律委员会副主任委员沈春耀作的关于民营经济促进法草案修改意见的汇报，关于传染病防治法修订草案修改意见的汇报，关于授权国务院在中国（新疆）自由贸易试验区暂时调整适用种子法有关规定的决定草案审议结果的报告，审议相关草案修改稿、决定草案 - 听取全国人大外事委员会主任委员娄勤俭作的关于《中华人民共和国和沙特阿拉伯王国关于民事和商事司法协助与合作的协定》《中华人民共和国和埃塞俄比亚联邦民主共和国关于移管被判刑人的条约》审议情况的汇报，审议关于批准条约的决定草案代拟稿 - 听取全国人大常委会秘书长刘奇作的关于个别代表的代表资格的报告和任免案审议情况的汇报等 - 决定将上述草案修改稿等提交十四届全国人大常委会第十五次会议审议 | [ 85 ] |
| 第四十四次 | 2025年4月30日  | - 听取全国人大宪法和法律委员会副主任委员沈春耀作的关于民营经济促进法草案修改稿审议情况的汇报，关于传染病防治法修订草案修改稿审议情况的汇报，关于授权国务院在中国（新疆）自由贸易试验区暂时调整适用种子法有关规定的决定草案审议情况的汇报，审议有关草案表决稿 - 听取全国人大常委会秘书长刘奇作的其他拟提请表决事项审议情况的汇报 - 决定将上述草案等交付十四届全国人大常委会第十五次会议闭幕会表决 | [ 86 ] |
| 第四十五次 | 2025年6月16日  | - 建议十四届全国人大常委会第十六次会议议程：审议治安管理处罚法修订草案、反不正当竞争法修订草案、突发公共卫生事件应对法草案、海商法修订草案、法治宣传教育法草案、渔业法修订草案、民用航空法修订草案；审议全国人大社会建设委员会关于提请审议村民委员会组织法修正草案的议案、关于提请审议城市居民委员会组织法修订草案的议案；审议国务院关于提请审议社会救助法草案的议案、关于提请审议医疗保障法草案的议案、关于提请审议食品安全法修正草案的议案；审议国务院关于提请审议批准《关于建立国际调解院的公约》的议案；审议国务院关于2024年中央决算的报告，审查和批准2024年中央决算；审议国务院关于2024年度中央预算执行和其他财政收支的审计工作报告；审议国务院关于新质生产力发展情况的报告；审议全国人大常委会代表资格审查委员会关于个别代表的代表资格的报告；审议有关任免案等 - 全国人大常委会秘书长刘奇就常委会第十六次会议议程草案和日程安排等作汇报。全国人大常委会有关副秘书长，全国人大有关专门委员会、常委会有关工作委员会负责人就有关议题作汇报 - 决定十四届全国人大常委会第十六次会议2025年6月24日至27日在北京举行 | [ 87 ] |
| 第四十六次 | 2025年6月25日  | - 听取全国人大宪法和法律委员会主任委员信春鹰作的关于治安管理处罚法修订草案修改意见的汇报，关于反不正当竞争法修订草案修改意见的汇报，审议相关草案修改稿 - 听取全国人大外事委员会主任委员娄勤俭作的《关于建立国际调解院的公约》审议情况的汇报，审议关于批准该公约的决定草案代拟稿 - 听取全国人大财政经济委员会副主任委员、全国人大常委会预算工作委员会主任许宏才作的关于2024年中央决算草案和2024年中央决算报告审查情况的汇报，审议关于批准2024年中央决算的决议草案代拟稿 - 听取全国人大常委会秘书长刘奇作的关于个别代表的代表资格的报告和任免案审议情况的汇报等 - 听取全国人大常委会副秘书长刘俊臣作的关于新增人事任免事项的汇报 - 决定将上述草案修改稿等提交十四届全国人大常委会第十六次会议审议 | [ 88 ] |
| 第四十七次 | 2025年6月27日  | - 听取全国人大宪法和法律委员会主任委员信春鹰作的关于治安管理处罚法修订草案修改稿审议情况的汇报，关于反不正当竞争法修订草案修改稿审议情况的汇报，审议有关草案表决稿 - 听取全国人大常委会秘书长刘奇作的其他拟提请表决事项审议情况的汇报 - 决定将上述草案等交付十四届全国人大常委会第十六次会议闭幕会表决 | [ 89 ] |